# Тур д'Африк
Тур д'Африк је једна од најдужих бициклистичких трка и експедиција у свет. Организује је TDA Global Cycling, Канадска компанија из Торонта. Одржава се сваке године од јануара до маја, од Каира до Кејптауна. Већина учесника су возачи експедиција који прелазе одређену дневну километражу својим темпом, стајући у успутним селима и кафићима. Трка је етапног типа (~100 етапа које варирају од 40 до 200 km). Постоји око 20 дана паузе. Организатори сваког дана спремају три оброка и транспортују шаторе и другу опрему која је возачима потребна за ноћна стајања.
На Тур д'Африк 2003. је постављен Гинисов светски рекорд најбржег преласка преко Африке бициклом, и ово је постигло 9 учесника трке, Мајкл Кенеди, Крис Еванс, Дејв Џендерс (сви из Уједињеног Краљевства), Пол Рејнерт (Белгија), Џереми Векс, Стив Тофам, Скоти Робинсон, Ендру Грифин (сви из Канаде) и Саша Хартл (Аустрија). Тур д'Африк 2008. није пролазио кроз Кенију услед политичке ситуације и пријављеног насиља.

## Резултати трке кроз историју[2]
| Старт      | km     | Финиш      | Победник                         | Прва жена                             | Државе на рути                                                                                |
| ---------- | ------ | ---------- | -------------------------------- | ------------------------------------- | --------------------------------------------------------------------------------------------- |
| 2003-01-18 | 10 967 | 2003-05-18 | Саша Хартл, · Аустрија           | Мари-Клод Белер, · Швајцарска         | Египат, Судан, Етиопија, Кенија, Танзанија, Малави, Мозамбик, Зимбабве, Боцвана, Јужна Африка |
| 2004-01-17 | 11 750 | 2004-05-15 | Роб Ван дер Гест, · Холандија    | Сандра Симон, · Аустрија              | Египат, Судан, Етиопија, Кенија, Танзанија, Малави, Замбија, Боцвана, Намибија, Јужна Африка  |
| 2005-01-15 | 11 786 | 2005-05-15 | Ким Бремер, · Данска             | Франчиска Моргер, · Швајцарска        | Египат, Судан, Етиопија, Кенија, Танзанија, Малави, Замбија, Боцвана, Намибија, Јужна Африка  |
| 2006-01-14 | 11 900 | 2006-05-13 | Мат Карети, · Сједињене Државе   | Џоан Лоуренс, · Јужна Африка          | Египат, Судан, Етиопија, Кенија, Танзанија, Малави, Замбија, Боцвана, Намибија, Јужна Африка  |
| 2007-01-13 | 11 900 | 2007-05-12 | Адри Фрејтерс, · Холандија       | Ева Нејсен, · Холандија               | Египат, Судан, Етиопија, Кенија, Танзанија, Малави, Замбија, Боцвана, Намибија, Јужна Африка  |
| 2008-01-12 | 10 700 | 2008-05-10 | Јос Каал, · Холандија            | Деб Корбеиј, · Канада                 | Египат, Судан, Етиопија, Танзанија, Малави, Замбија, Боцвана, Намибија, Јужна Африка          |
| 2009-01-10 | 11 777 | 2009-05-09 | Алан Бен, · Јужна Африка ·       | Тарин Лори, · Јужна Африка ·          | Египат, Судан, Етиопија, Кенија, Танзанија, Малави, Замбија, Боцвана, Намибија, Јужна Африка  |
| 2010-01-10 | 11 844 | 2010-05-15 | Стјуарт Бригс, · Аустралија ·    | Жизела Гартмејр, · Немачка ·          | Египат, Судан, Етиопија, Кенија, Танзанија, Малави, Замбија, Боцвана, Намибија, Јужна Африка  |
| 2011-01-15 | 11 718 | 2011-05-14 | Пол Волф, · Канада ·             | Тори Фахи, · Канада ·                 | Египат, Судан, Етиопија, Кенија, Танзанија, Малави, Замбија, Боцвана, Намибија, Јужна Африка  |
| 2012-01-14 | 11 693 | 2012-05-12 | Кристијан Слејер, · Швајцарска · | Фемке Нилсен, · Холандија ·           | Египат, Судан, Етиопија, Кенија, Танзанија, Малави, Замбија, Боцвана, Намибија, Јужна Африка  |
| 2013-01-11 | 11 718 | 2013-05-11 | Паскал Дикет, · Канада ·         | Бриџет о Меара, · Јужна Африка ·      | Египат, Судан, Етиопија, Кенија, Танзанија, Малави, Замбија, Боцвана, Намибија, Јужна Африка  |
| 2014-01-10 | 11 781 | 2014-05-10 | Дејвид Гросханс, · Аустралија ·  | Ина де Висер, · Холандија ·           | Судан, Етиопија, Кенија, Танзанија, Малави, Замбија, Боцвана, Намибија, Јужна Африка          |
| 2015-01-09 | 11 781 | 2015-05-09 | Мајк Ланц, · Сједињене Државе ·  | Су Шатлворт, · Уједињено Краљевство · | Египат, Судан, Етиопија, Кенија, Танзанија, Малави, Замбија, Боцвана, Намибија, Јужна Африка  |